# Championnats du monde de gymnastique rythmique 2019
Navigation
2018 2021
Les championnats du monde de gymnastique rythmique 2019, trente-septième édition des championnats du monde de gymnastique rythmique, ont lieu du 16 au 22 septembre 2019 à Bakou, en Azerbaïdjan.

## Participants
Au total, c'est 61 pays qui participent aux championnats du monde de gymnastique rythmique 2019. Cela représente 304 gymnastes.
| Afrique | Amérique | Asie | Europe | Océanie         |
| --- | --- | --- | --- | --------------- |
| - Angola (3) - Cap-Vert (1) - Égypte (4) - Afrique du Sud (3) | - Bolivie (2) - Brésil (7) - Canada (9) - Colombie (3) - États-Unis (9) - Mexique (10) - Porto Rico (2) | - Chine (9) - Corée du Nord (7) - Corée du Sud (4) - Japon (9) - Kazakhstan (9) - Kirghizistan (2) - Malaisie (3) - Mongolie (2) - Sri Lanka (1) - Thaïlande (2) - Ouzbékistan (9) | \| - Allemagne (6) - Andorre (1) - Autriche (3) - Azerbaïdjan (9) - Belgique (1) - Biélorussie (9) - Bulgarie (9) - Croatie (3) - Chypre (3) - Danemark (3) - Espagne (9) - Estonie (9) - Finlande (9) - France (9) - Géorgie (3) - Grèce (9) - Hongrie (10) - Israël (10) - Italie (10) \| - Lettonie (3) - Liban (1) - Lituanie (4) - Macédoine du Nord (1) - Moldavie (4) - Monténégro (2) - Norvège (4) - Pologne (6) - Portugal (4) - République tchèque (2) - Roumanie (3) - Russie (8) - Saint-Marin (3) - Serbie (1) - Slovaquie (2) - Slovénie (4) - Suède (3) - Turquie (3) - Ukraine (8) \| | - Australie (3) |
| 4 pays | 7 pays | 11 pays | 38 pays | 1 pays          |
| - Allemagne (6) - Andorre (1) - Autriche (3) - Azerbaïdjan (9) - Belgique (1) - Biélorussie (9) - Bulgarie (9) - Croatie (3) - Chypre (3) - Danemark (3) - Espagne (9) - Estonie (9) - Finlande (9) - France (9) - Géorgie (3) - Grèce (9) - Hongrie (10) - Israël (10) - Italie (10) | - Lettonie (3) - Liban (1) - Lituanie (4) - Macédoine du Nord (1) - Moldavie (4) - Monténégro (2) - Norvège (4) - Pologne (6) - Portugal (4) - République tchèque (2) - Roumanie (3) - Russie (8) - Saint-Marin (3) - Serbie (1) - Slovaquie (2) - Slovénie (4) - Suède (3) - Turquie (3) - Ukraine (8) | | |                 |

## Programme

### Épreuves
| Épreuves individuelles                                                                           | Épreuves en groupe                                                          |
| ------------------------------------------------------------------------------------------------ | --------------------------------------------------------------------------- |
| - Concours général par équipe - Concours général individuel - Cerceau - Ballon - Massues - Ruban | - Concours général en groupe - 5 ballons - 3 cerceaux + 2 paires de massues |

### Calendrier
La cérémonie d'ouverture a lieu le lundi 16 septembre de 19h15 à 20h00 (heure locale) et la cérémonie de clôture a lieu le dimanche 22 septembre de 16h15 à 16h45 (heure locale). Les résultats obtenus au concours général par équipe sont ceux obtenus lors des finales individuelles aux engins, il n'y a donc pas de finale dédiée à cette épreuve.
| Épreuves               | Épreuves                         | Septembre 2019 | Septembre 2019 | Septembre 2019 | Septembre 2019 | Septembre 2019 | Septembre 2019 | Septembre 2019 |
| Épreuves               | Épreuves                         | 16             | 17             | 18             | 19             | 20             | 21             | 22             |
| ---------------------- | -------------------------------- | -------------- | -------------- | -------------- | -------------- | -------------- | -------------- | -------------- |
| Épreuves individuelles | Concours général individuel      |                |                |                |                | 14h30-20h35    |                |                |
| Épreuves individuelles | Cerceau                          |                | 19h30-20h00    |                |                |                |                |                |
| Épreuves individuelles | Ballon                           |                | 20h05-20h35    |                |                |                |                |                |
| Épreuves individuelles | Massues                          |                |                |                | 19h30-20h00    |                |                |                |
| Épreuves individuelles | Ruban                            |                |                |                | 20h05-20h35    |                |                |                |
| Épreuves en groupe     | Concours général en groupe       |                |                |                |                |                | 14h30-18h10    |                |
| Épreuves en groupe     | 5 ballons                        |                |                |                |                |                |                | 14h30-15h15    |
| Épreuves en groupe     | 3 cerceaux + 2 paires de massues |                |                |                |                |                |                | 15h15-16h00    |

Ce programme est indiqué à titre prévisionnel et est susceptible d'être modifié.

## Tableaux des médailles

### Tableau des médailles par épreuve
| Épreuves                                             | Or | Argent                                                                                        | Bronze                                                                                                  |
| ---------------------------------------------------- | --- | --------------------------------------------------------------------------------------------- | --- |
| Épreuves par équipes                                 | |                                                                                               | |
| Concours général par équipe résultats détaillés      | Russie Arina Averina Dina Averina Ekaterina Selezneva                                                   | Israël Linoy Ashram Yuliana Telegina Nicol Voronkov Nicol Zelikman                            | Biélorussie Katsiaryna Halkina Alina Harnasko Anastasiia Salos                                          |
| Épreuves individuelles                               | |                                                                                               | |
| Concours général individuel résultats détaillés      | Dina Averina                                                                                            | Arina Averina                                                                                 | Linoy Ashram                                                                                            |
| Cerceau résultats détaillés                          | Ekaterina Selezneva                                                                                     | Linoy Ashram                                                                                  | Dina Averina                                                                                            |
| Ballon résultats détaillés                           | Dina Averina                                                                                            | Arina Averina                                                                                 | Linoy Ashram                                                                                            |
| Massues résultats détaillés                          | Dina Averina                                                                                            | Linoy Ashram                                                                                  | Vlada Nikolchenko                                                                                       |
| Ruban résultats détaillés                            | Dina Averina                                                                                            | Linoy Ashram                                                                                  | Ekaterina Selezneva                                                                                     |
| Épreuves en groupe                                   | |                                                                                               | |
| Concours général en groupe résultats détaillés       | Russie Evgeniia Levanova Anastasiia Maksimova Anastasia Shishmakova Anzhelika Stubailo Maria Tolkacheva | Japon Rie Matsubara Sakura Noshitani Sayuri Sugimoto Ayuka Suzuki Nanami Takenaka Kiko Yokota | Bulgarie Simona Dyankova Stefani Kiryakova Madlen Radukanova Laura Traets Erika Zafirova                |
| 5 ballons résultats détaillés                        | Japon Rie Matsubara Sakura Noshitani Sayuri Sugimoto Ayuka Suzuki Nanami Takenaka                       | Bulgarie Simona Dyankova Stefani Kiryakova Madlen Radukanova Laura Traets Erika Zafirova      | Russie Evgeniia Levanova Anastasiia Maksimova Anastasia Shishmakova Anzhelika Stubailo Maria Tolkacheva |
| 3 cerceaux + 2 paires de massues résultats détaillés | Russie Evgeniia Levanova Anastasiia Maksimova Anastasia Shishmakova Anzhelika Stubailo Maria Tolkacheva | Japon Rie Matsubara Sayuri Sugimoto Ayuka Suzuki Nanami Takenaka Kiko Yokota                  | Italie Anna Basta Martina Centofanti Agnese Duranti Letizia Cicconcelli Alessia Maurelli                |

### Tableau des médailles par pays[2]
| Rang | Nation      | Or | Argent | Bronze | Total |
| ---- | ----------- | -- | ------ | ------ | ----- |
| 1    | Russie      | 8  | 2      | 3      | 13    |
| 2    | Japon       | 1  | 2      | 0      | 3     |
| 3    | Israël      | 0  | 4      | 2      | 6     |
| 4    | Bulgarie    | 0  | 1      | 1      | 2     |
| 5    | Biélorussie | 0  | 0      | 1      | 1     |
| 5    | Italie      | 0  | 0      | 1      | 1     |
| 5    | Ukraine     | 0  | 0      | 1      | 1     |

## Résultats détaillés

### Épreuves individuelles

#### Concours général par équipe
42 équipes ont participé à ce concours général par équipe. Les résultats des équipes sont la somme des notes obtenues par les gymnastes aux qualifications aux engins. Seules les 8 meilleures notes tout agrès confondu sont prises en compte.
| Rang               | Équipe                   |        |        |        |        | Total   |
| ------------------ | ------------------------ | ------ | ------ | ------ | ------ | ------- |
| Médaille d'or      | Russie                   | 47,050 | 46,900 | 70.850 | 21,700 | 186,500 |
| Médaille d'or      | Dina Averina             | 23,650 | 23,700 | 24,000 | 21,700 | 186,500 |
| Médaille d'or      | Arina Averina            | -      | 23,200 | 24,250 | -      | 186,500 |
| Médaille d'or      | Ekaterina Selezneva      | 23,400 | -      | 22,600 | -      | 186,500 |
| Médaille d'argent  | Israël                   | 45.150 | 42.500 | 65.950 | 21.150 | 174.750 |
| Médaille d'argent  | Linoy Ashram             | 23,550 | 21,250 | 23,600 | 21,150 | 174.750 |
| Médaille d'argent  | Nicol Zelikman           | 21,600 | 21,250 | 22,100 | -      | 174.750 |
| Médaille d'argent  | Yuliana Telegina         | -      | -      | -      | -      | 174.750 |
| Médaille d'argent  | Nicol Voronkov           | -      | -      | 20,250 | -      | 174.750 |
| Médaille de bronze | Biélorussie              | 44.100 | 20.600 | 63.700 | 40.150 | 168.550 |
| Médaille de bronze | Katsiaryna Halkina       | 22,000 | 20,600 | 21,900 | -      | 168.550 |
| Médaille de bronze | Anastasiia Salos         | 22,100 | -      | 20,200 | 20,100 | 168.550 |
| Médaille de bronze | Alina Harnasko           | -      | -      | 21,600 | 20,050 | 168.550 |
| 4                  | Italie                   | 42.850 | 42.250 | 61.400 | 20.500 | 167.000 |
| 4                  | Alexandra Agiurgiuculese | 21,800 | 20,950 | 21,950 | -      | 167.000 |
| 4                  | Milena Baldassarri       | 21,050 | 21,300 | 20,300 | 20,500 | 167.000 |
| 4                  | Sofia Maffeis            | -      | -      | 19,150 | -      | 167.000 |
| 4                  | Alessia Russo            | -      | -      | -      | -      | 167.000 |
| 5                  | Ukraine                  | 41.150 | 41.450 | 63.100 | 21.150 | 166.850 |
| 5                  | Vlada Nikolchenko        | 20,450 | 21,400 | 23,450 | 21,150 | 166.850 |
| 5                  | Yeva Meleshchuk          | -      | -      | 20,450 | -      | 166.850 |
| 5                  | Khrystyna Pohranychna    | 20,700 | 20,050 | 19,200 | -      | 166.850 |
| 6                  | Bulgarie                 | 42.000 | 40.950 | 62.050 | 19.250 | 164.250 |
| 6                  | Boryana Kaleyn           | 21,600 | 21,450 | 21,350 | -      | 164.250 |
| 6                  | Katrin Taseva            | 20,400 | 19,500 | 20,400 | -      | 164.250 |
| 6                  | Neviana Vladinova        | -      | -      | 20,300 | 19,250 | 164.250 |
| 7                  | États-Unis               | 41.700 | 41.600 | 41.850 | 38.000 | 163.150 |
| 7                  | Camilla Feeley           | -      | -      | -      | -      | 163.150 |
| 7                  | Evita Griskenas          | 21,000 | 21,200 | 20,700 | 18,600 | 163.150 |
| 7                  | Laura Zeng               | 20,700 | 20,400 | 21,150 | 19,400 | 163.150 |
| 8                  | Japon                    | 41.050 | 39.200 | 58.925 | 18.300 | 157.475 |
| 8                  | Sumire Kita              | -      | -      | -      | -      | 157.475 |
| 8                  | Kaho Minagawa            | 20,950 | 20,300 | 20,450 | -      | 157.475 |
| 8                  | Chisaki Oiwa             | 20,100 | 19,800 | 19,300 | 18,300 | 157.475 |

#### Concours général individuel
Sur les 116 gymnastes à avoir passé les qualifications, seules les 24 premières sont qualifiées pour la finale. Les pays ne pouvant présenter que deux athlètes chacun en finale, Ekaterina Selezneva (), classée quatrième des qualifications ; et Alina Harnasko (), seizième des qualifications ; ont du se retirer de la finale.
| Rang               | Gymnaste                 | Pays        |        |        |        |        | Total  |
| ------------------ | ------------------------ | ----------- | ------ | ------ | ------ | ------ | ------ |
| Médaille d'or      | Dina Averina             | Russie      | 21.650 | 22.950 | 23.000 | 23.800 | 91.400 |
| Médaille d'argent  | Arina Averina            | Russie      | 20.850 | 23.100 | 24.050 | 23.100 | 91.100 |
| Médaille de bronze | Linoy Ashram             | Israël      | 21.050 | 23.100 | 23.500 | 22.050 | 89.700 |
| 4                  | Boryana Kaleyn           | Bulgarie    | 19.900 | 22.400 | 22.350 | 21.625 | 86.275 |
| 5                  | Vlada Nikolchenko        | Ukraine     | 19.450 | 22.250 | 19.500 | 22.950 | 84.150 |
| 6                  | Alexandra Agiurgiuculese | Italie      | 18.950 | 21.100 | 21.850 | 21.600 | 83.500 |
| 7                  | Milena Baldassarri       | Italie      | 19.150 | 21.150 | 21.550 | 21.400 | 83.250 |
| 8                  | Evita Griskenas          | États-Unis  | 19.850 | 21.100 | 20.850 | 21.200 | 83.000 |
| 9                  | Katrin Taseva            | Bulgarie    | 19.100 | 20.900 | 21.800 | 20.200 | 82.000 |
| 10                 | Laura Zeng               | États-Unis  | 18.650 | 20.700 | 21.300 | 21.200 | 81.850 |
| 11                 | Nicol Zelikman           | Israël      | 20.300 | 19.200 | 21.750 | 20.500 | 81.750 |
| 12                 | Khrystyna Pohranychna    | Ukraine     | 18.575 | 20.500 | 20.300 | 21.200 | 80.575 |
| 13                 | Kaho Minagawa            | Japon       | 18.950 | 19.900 | 21.150 | 20.300 | 80.300 |
| 14                 | Anastasiia Salos         | Biélorussie | 18.200 | 21.150 | 20.550 | 19.400 | 79.300 |
| 15                 | Katsiaryna Halkina       | Biélorussie | 16.200 | 20.100 | 21.300 | 21.400 | 79.000 |
| 16                 | Zohra Aghamirova         | Azerbaïdjan | 17.100 | 19.525 | 21.200 | 20.900 | 78.725 |
| 17                 | Ekaterina Vedeneeva      | Slovénie    | 19.100 | 18.650 | 20.800 | 20.100 | 78.650 |
| 18                 | Salome Pazhava           | Géorgie     | 18.750 | 18.900 | 19.700 | 20.000 | 77.350 |
| 19                 | Chisaki Oiwa             | Japon       | 18.850 | 19.250 | 18.400 | 20.850 | 77.350 |
| 20                 | Ekaterina Fetisova       | Ouzbékistan | 17.800 | 19.750 | 19.650 | 20.050 | 77.250 |
| 21                 | Fanni Pigniczki          | Hongrie     | 15.450 | 19.700 | 20.100 | 20.250 | 75.500 |
| 22                 | Polina Berezina          | Espagne     | 17.200 | 19.050 | 19.500 | 19.500 | 75.250 |
| 23                 | Kseniya Moustafaeva      | France      | 17.700 | 19.500 | 16.750 | 20.900 | 74.850 |
| 24                 | Denisa Mailat            | Roumanie    | 15.500 | 18.500 | 18.700 | 18.150 | 70.850 |

#### Cerceau
Sur les 112 gymnastes à avoir passé les qualifications, seules les 8 premières sont qualifiées pour la finale.
| Rang               | Nom                      | Pays        | Score D | Score E | Pénalité | Total  |
| ------------------ | ------------------------ | ----------- | ------- | ------- | -------- | ------ |
| Médaille d'or      | Ekaterina Selezneva      | Russie      | 14,400  | 9,100   | -        | 23,500 |
| Médaille d'argent  | Linoy Ashram             | Israël      | 14,700  | 8,700   | -        | 23,400 |
| Médaille de bronze | Dina Averina             | Russie      | 14,100  | 9,250   | -        | 23,350 |
| 4                  | Nicol Zelikman           | Israël      | 12,900  | 8,550   | -        | 21,450 |
| 5                  | Boryana Kaleyn           | Bulgarie    | 12,800  | 8,600   | -        | 21,400 |
| 6                  | Alexandra Agiurgiuculese | Italie      | 12,900  | 8,450   | -        | 21,350 |
| 7                  | Katsiaryna Halkina       | Biélorussie | 12,100  | 8,900   | -        | 21,000 |
| 8                  | Anastasiia Salos         | Biélorussie | 12,200  | 7,350   | -0,300   | 19,250 |

#### Ballon
Sur les 112 gymnastes à avoir passé les qualifications, seules les 8 premières sont qualifiées pour la finale.
| Rang               | Nom                | Pays       | Score D | Score E | Pénalité | Total  |
| ------------------ | ------------------ | ---------- | ------- | ------- | -------- | ------ |
| Médaille d'or      | Dina Averina       | Russie     | 14,400  | 9,100   | -        | 23,500 |
| Médaille d'argent  | Arina Averina      | Russie     | 14,000  | 9,100   | -0,050   | 23,050 |
| Médaille de bronze | Linoy Ashram       | Israël     | 13,900  | 8,550   | -0,050   | 22,400 |
| 4                  | Milena Baldassarri | Italie     | 13,600  | 8,600   | -        | 22,200 |
| 5                  | Boryana Kaleyn     | Bulgarie   | 13,500  | 8,600   | -        | 22,100 |
| 6                  | Vlada Nikolchenko  | Ukraine    | 12,900  | 8,550   | -        | 21,450 |
| 7                  | Nicol Zelikman     | Israël     | 13,000  | 8,450   | -        | 21,450 |
| 8                  | Evita Griskenas    | États-Unis | 12,000  | 8,350   | -        | 20,350 |

#### Massues
Sur les 153 gymnastes à avoir passé les qualifications, seules les 8 premières sont qualifiées pour la finale. Les pays ne pouvant présenter que deux athlètes chacun en finale, Arina Averina (), classée sixième des qualifications a du se retirer de la finale et laisser sa place à la gymnaste classée neuvième aux qualifications.
| Rang               | Nom                      | Pays        | Score D | Score E | Pénalité | Total  |
| ------------------ | ------------------------ | ----------- | ------- | ------- | -------- | ------ |
| Médaille d'or      | Dina Averina             | Russie      | 14,800  | 9,000   | -        | 23,800 |
| Médaille d'argent  | Linoy Ashram             | Israël      | 14,600  | 8,700   | -        | 23,300 |
| Médaille de bronze | Vlada Nikolchenko        | Ukraine     | 13,800  | 8,550   | -        | 22,350 |
| 4                  | Arina Averina            | Russie      | 13,600  | 8,450   | -        | 22,050 |
| 5                  | Alexandra Agiurgiuculese | Italie      | 13,400  | 8,500   | -        | 21,900 |
| 6                  | Alina Harnasko           | Biélorussie | 13,100  | 8,500   | -        | 21,600 |
| 7                  | Nicol Zelikman           | Israël      | 12,900  | 7,950   | -        | 20,850 |
| 8                  | Katsiaryna Halkina       | Biélorussie | 12,700  | 8,100   | -        | 20,800 |

#### Ruban
Sur les 152 gymnastes à avoir passé les qualifications, seules les 8 premières sont qualifiées pour la finale. Les pays ne pouvant présenter que deux athlètes chacun en finale, Ekaterina Selezneva (), classée cinquième des qualifications a du se retirer de la finale et laisser sa place à la gymnaste classée neuvième aux qualifications.
| Rang               | Nom                 | Pays        | Score D | Score E | Pénalité | Total  |
| ------------------ | ------------------- | ----------- | ------- | ------- | -------- | ------ |
| Médaille d'or      | Dina Averina        | Russie      | 12,700  | 9,100   | -        | 21,800 |
| Médaille d'argent  | Linoy Ashram        | Israël      | 12,800  | 8,000   | -0,050   | 20,750 |
| Médaille de bronze | Ekaterina Selezneva | Russie      | 12,000  | 8,700   | -0,050   | 20,650 |
| 4                  | Vlada Nikolchenko   | Ukraine     | 12,300  | 8,050   | -        | 20,350 |
| 5                  | Laura Zeng          | États-Unis  | 11,000  | 8,300   | -        | 19,300 |
| 6                  | Alina Harnasko      | Biélorussie | 10,800  | 8,000   | -        | 18,800 |
| 7                  | Anastasiia Salos    | Biélorussie | 10,300  | 7,500   | -        | 17,800 |
| 8                  | Milena Baldassarri  | Italie      | 9,600   | 7,125   | -        | 16,725 |

### Épreuves en groupe

#### Concours général en groupe
24 équipes ont participé à ce concours général en groupe. Les résultats des équipes sont la somme des notes obtenues par les gymnastes aux qualifications des deux éléments.
| Rang               | Équipe                | Élément 1 | Élément 2 | Total  |
| ------------------ | --------------------- | --------- | --------- | ------ |
| Médaille d'or      | Russie                | 30,000    | 28,700    | 58,700 |
| Médaille d'or      | Evgeniia Levanova     |           |           | 58,700 |
| Médaille d'or      | Anastasiia Maksimova  |           |           | 58,700 |
| Médaille d'or      | Anastasia Shishmakova |           |           | 58,700 |
| Médaille d'or      | Anzhelika Stubailo    |           |           | 58,700 |
| Médaille d'or      | Maria Tolkacheva      |           |           | 58,700 |
| Médaille d'argent  | Japon                 | 29,200    | 29,000    | 58,200 |
| Médaille d'argent  | Rie Matsubara         |           |           | 58,200 |
| Médaille d'argent  | Sakura Noshitani      |           |           | 58,200 |
| Médaille d'argent  | Sayuri Sugimoto       |           |           | 58,200 |
| Médaille d'argent  | Ayuka Suzuki          |           |           | 58,200 |
| Médaille d'argent  | Nanami Takenaka       |           |           | 58,200 |
| Médaille d'argent  | Kiko Yokota           |           |           | 58,200 |
| Médaille de bronze | Bulgarie              | 29,200    | 28,800    | 58,000 |
| Médaille de bronze | Simona Dyankova       |           |           | 58,000 |
| Médaille de bronze | Stefani Kiryakova     |           |           | 58,000 |
| Médaille de bronze | Madlen Radukanova     |           |           | 58,000 |
| Médaille de bronze | Laura Traets          |           |           | 58,000 |
| Médaille de bronze | Erika Zafirova        |           |           | 58,000 |
| 4                  | Biélorussie           | 28,400    | 28,000    | 56,400 |
| 4                  | Hanna Haidukevich     |           |           | 56,400 |
| 4                  | Anastasiya Rybakova   |           |           | 56,400 |
| 4                  | Hanna Shvaiba         |           |           | 56,400 |
| 4                  | Arina Tsitsilina      |           |           | 56,400 |
| 4                  | Karyna Yarmolenka     |           |           | 56,400 |
| 5                  | Italie                | 27,800    | 27,400    | 55,200 |
| 5                  | Anna Basta            |           |           | 55,200 |
| 5                  | Martina Centofanti    |           |           | 55,200 |
| 5                  | Letizia Cicconcelli   |           |           | 55,200 |
| 5                  | Agnese Duranti        |           |           | 55,200 |
| 5                  | Alessia Maurelli      |           |           | 55,200 |
| 5                  | Martina Santandrea    |           |           | 55,200 |
| 6                  | Israël                | 27,450    | 27,500    | 54,950 |
| 6                  | Shai Ben Ruby         |           |           | 54,950 |
| 6                  | Ofir Dayan            |           |           | 54,950 |
| 6                  | Yana Kramarenko       |           |           | 54,950 |
| 6                  | Natalie Raits         |           |           | 54,950 |
| 6                  | Bar Shapochnikov      |           |           | 54,950 |
| 6                  | Karin Vexman          |           |           | 54,950 |
| 7                  | Chine                 | 27,150    | 26,100    | 53,250 |
| 7                  | Guo Qiqi              |           |           | 53,250 |
| 7                  | Hao Ting              |           |           | 53,250 |
| 7                  | Hu Yuhui              |           |           | 53,250 |
| 7                  | Huang Zhangjiayang    |           |           | 53,250 |
| 7                  | Liu Xin               |           |           | 53,250 |
| 7                  | Xu Yanshu             |           |           | 53,250 |
| 8                  | Azerbaïdjan           | 26,400    | 26,700    | 53,100 |
| 8                  | Diana Ahmadbayli      |           |           | 53,100 |
| 8                  | Ayshan Bayramova      |           |           | 53,100 |
| 8                  | Zeynab Hummatova      |           |           | 53,100 |
| 8                  | Aliya Pashayena       |           |           | 53,100 |
| 8                  | Darya Sorokina        |           |           | 53,100 |

#### Élément 1: 5 ballons
Sur les 24 équipes à avoir passé les qualifications, seules les 8 premières sont qualifiées pour la finale.
| Rang               | Équipe                | Score D | Score E | Pénalité | Total  |
| ------------------ | --------------------- | ------- | ------- | -------- | ------ |
| Médaille d'or      | Japon                 | 20,900  | 8,650   | -        | 29,550 |
| Médaille d'or      | Rie Matsubara         |         |         |          | 29,550 |
| Médaille d'or      | Sakura Noshitani      |         |         |          | 29,550 |
| Médaille d'or      | Sayuri Sugimoto       |         |         |          | 29,550 |
| Médaille d'or      | Ayuka Suzuki          |         |         |          | 29,550 |
| Médaille d'or      | Nanami Takenaka       |         |         |          | 29,550 |
| Médaille d'argent  | Bulgarie              | 20,700  | 8,750   | - 0,100  | 29,350 |
| Médaille d'argent  | Simona Dyankova       |         |         |          | 29,350 |
| Médaille d'argent  | Stefani Kiryakova     |         |         |          | 29,350 |
| Médaille d'argent  | Madlen Radukanova     |         |         |          | 29,350 |
| Médaille d'argent  | Laura Traets          |         |         |          | 29,350 |
| Médaille d'argent  | Erika Zafirova        |         |         |          | 29,350 |
| Médaille de bronze | Russie                | 20,000  | 8,150   | -        | 28,150 |
| Médaille de bronze | Evgeniia Levanova     |         |         |          | 28,150 |
| Médaille de bronze | Anastasiia Maksimova  |         |         |          | 28,150 |
| Médaille de bronze | Anastasia Shishmakova |         |         |          | 28,150 |
| Médaille de bronze | Anzhelika Stubailo    |         |         |          | 28,150 |
| Médaille de bronze | Maria Tolkacheva      |         |         |          | 28,150 |
| 4                  | Israël                | 19,400  | 7,550   | -        | 26,950 |
| 4                  | Shai Ben Ruby         |         |         |          | 26,950 |
| 4                  | Ofir Dayan            |         |         |          | 26,950 |
| 4                  | Yana Kramarenko       |         |         |          | 26,950 |
| 4                  | Natalie Raits         |         |         |          | 26,950 |
| 4                  | Bar Shapochnikov      |         |         |          | 26,950 |
| 5                  | Chine                 | 19,200  | 7,600   | -        | 26,800 |
| 5                  | Guo Qiqi              |         |         |          | 26,800 |
| 5                  | Hao Ting              |         |         |          | 26,800 |
| 5                  | Hu Yuhui              |         |         |          | 26,800 |
| 5                  | Huang Zhangjiayang    |         |         |          | 26,800 |
| 5                  | Liu Xin               |         |         |          | 26,800 |
| 6                  | Italie                | 19,400  | 6,800   | - 0,300  | 25,900 |
| 6                  | Anna Basta            |         |         |          | 25,900 |
| 6                  | Martina Centofanti    |         |         |          | 25,900 |
| 6                  | Letizia Cicconcelli   |         |         |          | 25,900 |
| 6                  | Agnese Duranti        |         |         |          | 25,900 |
| 6                  | Alessia Maurelli      |         |         |          | 25,900 |
| 7                  | Biélorussie           | 19,500  | 6,600   | - 0,300  | 25,800 |
| 7                  | Hanna Haidukevich     |         |         |          | 25,800 |
| 7                  | Anastasiya Rybakova   |         |         |          | 25,800 |
| 7                  | Hanna Shvaiba         |         |         |          | 25,800 |
| 7                  | Arina Tsitsilina      |         |         |          | 25,800 |
| 7                  | Karyna Yarmolenka     |         |         |          | 25,800 |
| 8                  | Ukraine               | 18,500  | 6,300   | -        | 24,800 |
| 8                  | Alina Bykhno          |         |         |          | 24,800 |
| 8                  | Diana Myzherytska     |         |         |          | 24,800 |
| 8                  | Anastasiya Voznyak    |         |         |          | 24,800 |
| 8                  | Mariia Visochanska    |         |         |          | 24,800 |
| 8                  | Valeriya Yuzviak      |         |         |          | 24,800 |

#### Élément 2: 3 cerceaux + 2 paires de massues
Sur les 24 équipes à avoir passé les qualifications, seules les 8 premières sont qualifiées pour la finale.
| Rang               | Équipe                | Score D | Score E | Pénalité | Total  |
| ------------------ | --------------------- | ------- | ------- | -------- | ------ |
| Médaille d'or      | Russie                | 21,000  | 8,450   | -        | 29,450 |
| Médaille d'or      | Evgeniia Levanova     |         |         |          | 29,450 |
| Médaille d'or      | Anastasiia Maksimova  |         |         |          | 29,450 |
| Médaille d'or      | Anastasia Shishmakova |         |         |          | 29,450 |
| Médaille d'or      | Anzhelika Stubailo    |         |         |          | 29,450 |
| Médaille d'or      | Maria Tolkacheva      |         |         |          | 29,450 |
| Médaille d'argent  | Japon                 | 21,100  | 8,300   | -        | 29,400 |
| Médaille d'argent  | Rie Matsubara         |         |         |          | 29,400 |
| Médaille d'argent  | Sakura Noshitani      |         |         |          | 29,400 |
| Médaille d'argent  | Sayuri Sugimoto       |         |         |          | 29,400 |
| Médaille d'argent  | Ayuka Suzuki          |         |         |          | 29,400 |
| Médaille d'argent  | Nanami Takenaka       |         |         |          | 29,400 |
| Médaille de bronze | Italie                | 20,600  | 8,600   | -        | 29,200 |
| Médaille de bronze | Anna Basta            |         |         |          | 29,200 |
| Médaille de bronze | Martina Centofanti    |         |         |          | 29,200 |
| Médaille de bronze | Letizia Cicconcelli   |         |         |          | 29,200 |
| Médaille de bronze | Agnese Duranti        |         |         |          | 29,200 |
| Médaille de bronze | Alessia Maurelli      |         |         |          | 29,200 |
| 4                  | Biélorussie           | 20,600  | 8,500   | -        | 29,100 |
| 4                  | Hanna Haidukevich     |         |         |          | 29,100 |
| 4                  | Anastasiya Rybakova   |         |         |          | 29,100 |
| 4                  | Hanna Shvaiba         |         |         |          | 29,100 |
| 4                  | Arina Tsitsilina      |         |         |          | 29,100 |
| 4                  | Karyna Yarmolenka     |         |         |          | 29,100 |
| 5                  | Bulgarie              | 20,100  | 8,750   | -        | 28,850 |
| 5                  | Simona Dyankova       |         |         |          | 28,850 |
| 5                  | Stefani Kiryakova     |         |         |          | 28,850 |
| 5                  | Madlen Radukanova     |         |         |          | 28,850 |
| 5                  | Laura Traets          |         |         |          | 28,850 |
| 5                  | Erika Zafirova        |         |         |          | 28,850 |
| 6                  | Israël                | 19,200  | 7,350   | - 0,050  | 26,500 |
| 6                  | Shai Ben Ruby         |         |         |          | 26,500 |
| 6                  | Ofir Dayan            |         |         |          | 26,500 |
| 6                  | Yana Kramarenko       |         |         |          | 26,500 |
| 6                  | Natalie Raits         |         |         |          | 26,500 |
| 6                  | Bar Shapochnikov      |         |         |          | 26,500 |
| 7                  | Azerbaïdjan           | 18,800  | 7,650   | -        | 26,450 |
| 7                  | Diana Ahmadbayli      |         |         |          | 26,450 |
| 7                  | Ayshan Bayramova      |         |         |          | 26,450 |
| 7                  | Zeynab Hummatova      |         |         |          | 26,450 |
| 7                  | Aliya Pashayeva       |         |         |          | 26,450 |
| 7                  | Darya Sorokina        |         |         |          | 26,450 |
| 8                  | Chine                 | 18,200  | 8,050   | -        | 26,250 |
| 8                  | Guo Qiqi              |         |         |          | 26,250 |
| 8                  | Hao Ting              |         |         |          | 26,250 |
| 8                  | Hu Yuhui              |         |         |          | 26,250 |
| 8                  | Huang Zhangjiayang    |         |         |          | 26,250 |
| 8                  | Liu Xin               |         |         |          | 26,250 |